# Dig Out Your Soul
Albums de Oasis
Stop The Clocks
(2006) Time Flies... 1994-2009
(2010)
Dig Out Your Soul est le septième et dernier album studio du groupe de rock britannique Oasis, sorti le 6 octobre 2008. L'album a été enregistré aux studios Abbey Road, avec Dave Sardy à la production, et mixé à Los Angeles. La composition de l'album est partagée entre les membres du groupe, comme c'était déjà le cas pour les deux albums précédents. Noel Gallagher a écrit six des chansons de l'album, tandis que trois sont de Liam Gallagher, avec une contribution chacun de Gem Archer et Andy Bell. La sortie de l’album a été précédée de celle du single The Shock of the Lightning le 29 septembre 2008, qui avait déjà commencé à être diffusé à la radio à partir du mois d'août. Deux autres singles sont issus de l'album, I'm Outta Time qui sort le 1ᵉʳ décembre 2008, et Falling Down le 9 mars 2009. Il s'agit du dernier album du groupe avant sa séparation le 28 août 2009 au festival de Rock en Seine.
Dig Out Your Soul a reçu des critiques globalement positives et s'est vendu à près de deux millions d'exemplaires dans le monde et a atteint, comme tous les autres albums d'Oasis, la première place des ventes au Royaume-Uni la semaine de sa sortie.

## Enregistrement
Les sessions d'enregistrement de l'album ont lieu d'août à décembre 2007 aux studios Abbey Road à Londres,. Oasis fait de nouveau appel au producteur Dave Sardy qui avait déjà travaillé sur l'album précédent du groupe, Don't Believe the Truth. L'album est ensuite mixé au Village Recorder à Los Angeles,.
Les pochettes de l'album et des singles qui en sont issus sont créées par le graphiste Julian House,. C'est Ralph Steadman, l'illustrateur devant initialement se charger de la pochette de l'album, qui suggère Dig Out Your Soul comme titre pour l'album, phrase tirée d'une ligne du morceau To Be Where There's Life.

## Sortie et accueil
L'album sort le 6 octobre 2008. En plus de l'édition standard, l'album fait également l'objet d'une édition limitée, publiée sous la forme d'un coffret deluxe comprenant l'album original et un disque bonus aux formats CD et vinyle, un DVD bonus, ainsi qu'un livre consacré à l'univers visuel de l'album. Une autre édition propose l'album accompagné uniquement du DVD bonus.
À sa sortie, l'album se hisse à la première place des ventes au Royaume-Uni, où il se vend au total à plus de 600 000 exemplaires,. Il entre aussi à la première place des classements en Italie et en Écosse,. L'album atteint la cinquième position aux États-Unis en vendant 53 000 exemplaires la semaine de sa sortie. Le groupe n'avait pas eu d'album dans le top 5 américain depuis Be Here Now en 1997, qui s'était classé en deuxième position. En France, l'album se hisse à la quatrième place des ventes et reste au total 32 semaines dans le classement, plus que tout autre album d'Oasis,. Au total, l'album se vend à près de deux millions d'exemplaires dans le monde.
Il reçoit des critiques globalement positives, avec un score de 66/100 sur l'agrégateur de critiques Metacritic.

## Tournée
La tournée promotionnelle de l'album commence le 26 août 2008 à Seattle et devait normalement se terminer le 30 août 2009 à Milan. Le dernier concert du goupe a lieu le 22 août 2009 à Weston Park à l'occasion du V Festival. Le lendemain, le groupe annule son concert prévu pour la deuxième soirée du V Festival, en raison d'une laryngite contractée par Liam. Le 28 août, juste avant que le groupe ne se produise à Rock en Seine, une bagarre éclate entre les deux frères Gallagher et le groupe est officiellement dissous. Le groupe a joué 116 concerts durant cette tournée.
Oasis a depuis annoncé sa reformation en 2024, et a entamé la tournée Oasis Live '25 en juillet 2025,.

## Liste des titres
| 1.    | Bag It Up                      | Noel Gallagher | 4:40 |
| 2.    | The Turning                    | Noel Gallagher | 5:04 |
| 3.    | Waiting for the Rapture        | Noel Gallagher | 3:02 |
| 4.    | The Shock of the Lightning     | Noel Gallagher | 4:59 |
| 5.    | I'm Outta Time                 | Liam Gallagher | 4:10 |
| 6.    | (Get Off Your) High Horse Lady | Noel Gallagher | 4:06 |
| 7.    | Falling Down                   | Noel Gallagher | 4:20 |
| 8.    | To Be Where There's Life       | Gem Archer     | 4:35 |
| 9.    | Ain't Got Nothin'              | Liam Gallagher | 2:14 |
| 10.   | The Nature of Reality          | Andy Bell      | 3:47 |
| 11.   | Soldier On                     | Liam Gallagher | 4:50 |
| 45:54 |                                |                |      |

| Disque bonus de l'édition deluxe | Disque bonus de l'édition deluxe                         | Disque bonus de l'édition deluxe | Disque bonus de l'édition deluxe | Disque bonus de l'édition deluxe | Disque bonus de l'édition deluxe | Disque bonus de l'édition deluxe | Disque bonus de l'édition deluxe | Disque bonus de l'édition deluxe | Disque bonus de l'édition deluxe |
| No                               | Titre                                                    | Auteur                           | Durée                            |                                  |                                  |                                  |                                  |                                  |                                  |
| -------------------------------- | -------------------------------------------------------- | -------------------------------- | -------------------------------- | -------------------------------- | -------------------------------- | -------------------------------- | -------------------------------- | -------------------------------- | -------------------------------- |
| 1.                               | Lord Don't Slow Me Down                                  | Noel Gallagher                   | 3:18                             |                                  |                                  |                                  |                                  |                                  |                                  |
| 2.                               | The Turning (The Jagz Kooner Remix)                      | Noel Gallagher                   | 4:52                             |                                  |                                  |                                  |                                  |                                  |                                  |
| 3.                               | Boy with the Blues                                       | Liam Gallagher                   | 4:40                             |                                  |                                  |                                  |                                  |                                  |                                  |
| 4.                               | Falling Down (The Chemical Brothers Remix)               | Noel Gallagher                   | 4:26                             |                                  |                                  |                                  |                                  |                                  |                                  |
| 5.                               | The Shock of the Lightning (The Jagz Kooner Remix)       | Noel Gallagher                   | 6:38                             |                                  |                                  |                                  |                                  |                                  |                                  |
| 6.                               | I Believe In All                                         | Liam Gallagher                   | 2:41                             |                                  |                                  |                                  |                                  |                                  |                                  |
| 7.                               | To Be Where There's Life (A Richard Fearless Production) | Gem Archer                       | 6:24                             |                                  |                                  |                                  |                                  |                                  |                                  |
| 8.                               | The Turning (Alt Version #4)                             | Noel Gallagher                   | 4:57                             |                                  |                                  |                                  |                                  |                                  |                                  |
| 9.                               | Waiting for the Rapture (Alt Version #2)                 | Noel Gallagher                   | 3:01                             |                                  |                                  |                                  |                                  |                                  |                                  |
| 41:01                            |                                                          |                                  |                                  |                                  |                                  |                                  |                                  |                                  |                                  |

| 1. | Gold & Silver & Sunshine (making-of de l'album) | 29:02 |
| 2. | Making-of du clip de The Shock of the Lightning | 4:15  |
| 3. | Clip de The Shock of the Lightning              | 4:12  |

## Personnel
Oasis
- Liam Gallagher - chant
- Noel Gallagher - chant, guitare, batterie (pistes 1, 3 et 11), claviers
- Gem Archer - guitare, basse, claviers
- Andy Bell - basse, guitare, claviers, tambûr

Personnel additionnel
- Zak Starkey - batterie (sauf piste 11)
- Jay Darlington - mellotron (piste 7)
- The National In-Choir - chœurs (piste 2)
- Dave Sardy - production

Noel et Zak jouent tous les deux de la batterie sur Bag It Up et Waiting for the Rapture.

## Classements
| Classement musical                 | Meilleure position |
| ---------------------------------- | ------------------ |
| Allemagne (Media Control AG)       | 8                  |
| Australie (ARIA)                   | 5                  |
| Autriche (Ö3 Austria Top 40)       | 13                 |
| Belgique (Flandre Ultratop)        | 10                 |
| Belgique (Wallonie Ultratop)       | 5                  |
| Canada (Canadian Albums Chart)     | 5                  |
| Danemark (Tracklisten)             | 13                 |
| Écosse (OCC)                       | 1                  |
| Espagne (Promusicae)               | 14                 |
| États-Unis (Billboard 200)         | 5                  |
| Finlande (Suomen virallinen lista) | 14                 |
| France (SNEP)                      | 4                  |
| Irlande (IRMA)                     | 2                  |
| Italie (FIMI)                      | 1                  |
| Japon (Oricon)                     | 2                  |
| Norvège (VG-lista)                 | 11                 |
| Nouvelle-Zélande (RIANZ)           | 6                  |
| Pays-Bas (Dutch Charts)            | 11                 |
| Portugal (AFP)                     | 27                 |
| Royaume-Uni (OCC)                  | 1                  |
| Suède (Sverigetopplistan)          | 8                  |
| Suisse (Schweizer Hitparade)       | 2                  |